# Jim Matheos

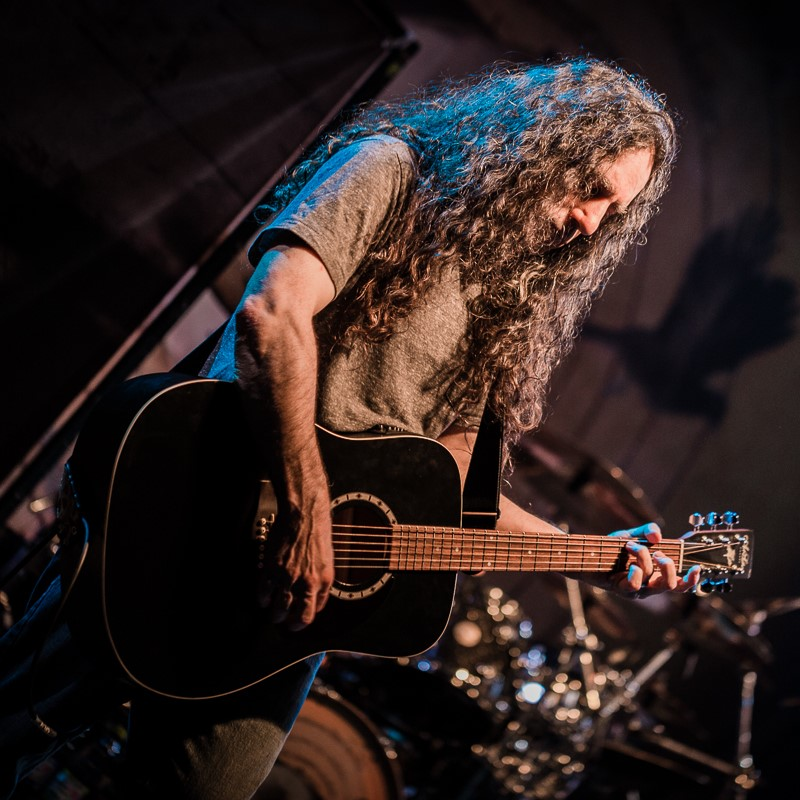
Jim Matheos (Fates Warning)

Jim Matheos (Westfield, Massachusetts, 1962. november 22. –) amerikai gitáros, a progresszív metal zenét játszó Fates Warning együttes fő dalszerzője, a stílus egyik meghatározó alakja. Matheos az egyetlen, aki a megalakulása óta tagja a zenekarnak, amelynek eddig tizenkét stúdióalbuma jelent meg. Matheos 1993-ban adta ki első instrumentális szólóalbumát (First Impressions), melyet azóta további kettő követett.
Matheos a kezdetektől részt vesz Kevin Moore (Chroma Key, ex-Dream Theater) billentyűs OSI nevű projektjében, amely 2002 óta eddig négy albumot adott ki. 2003-ban Matheos közreműködött az eredeti Fates Warning énekes John Arch visszatérő albumán (A Twist of Fate), majd 2011-ben már Arch/Matheos néven adtak ki közös nagylemezt (Sympathetic Resonance).

## Diszkográfia

### Szólóban
- First Impressions (1993)
- Away With Words (1999)
- Halo Effect (2014)

### Fates Warning
- Night on Bröcken (1984)
- The Spectre Within (1985)
- Awaken the Guardian (1986)
- No Exit (1988)
- Perfect Symmetry (1989)
- Parallels (1991)
- Inside Out (1994)
- A Pleasant Shade of Gray (1997)
- Disconnected (2000)
- FWX (2004)
- Darkness in a Different Light (2013)
- Theories of Flight (2016)

### OSI
- Office of Strategic Influence (2003)
- Free (2006)
- Blood (2009)
- Fire Make Thunder (2012)

### John Arch
- A Twist of Fate (2003)
- Sympathetic Resonance (2011)
- Winter Ethereal (2019)